# Vizcaínos
Vizcaínos é um município da Espanha na província de Burgos, comunidade autónoma de Castela e Leão, de área 11,57 km² com população de 57 habitantes (2004) e densidade populacional de 4,93 hab/km².

## Demografia
| Variação demográfica do município entre 1991 e 2004 | Variação demográfica do município entre 1991 e 2004 | Variação demográfica do município entre 1991 e 2004 | Variação demográfica do município entre 1991 e 2004 |
| --------------------------------------------------- | --------------------------------------------------- | --------------------------------------------------- | --------------------------------------------------- |
| 1991                                                | 1996                                                | 2001                                                | 2004                                                |
| 49                                                  | 72                                                  | 66                                                  | 57                                                  |

## Links
- Vizcaínos